# Yrväderstisdagen
Yrväderstisdagen, även kallad den onda tisdagen, var ett oväder med en kraftfull och ihållande snöstorm, som drabbade stora delar av Syd- och Mellansverige tisdagen den 29 januari 1850. Allra värst utsatta var landskapen Uppland, Södermanland och Östergötland. Den plötsliga snöstormen överraskade många människor, varför antalet dödsoffer blev förhållandevis stort. Uppgifterna om exakt hur många människor som dukade under varierar, men det rörde sig om ungefär ett hundratal personer.
Ett lågtryck rörde sig österut, över gränsen mellan Götaland och Svealand. Lokalt regnade det också, och den 29 januari 1850 spred sig mild luft runt nollstrecket.

## Observationer och temperaturer
Observationerna grundar sig främst på astronomiska observationer, då händelsen inträffade cirka 10 år före regelbundna meteorologiska observationer inledds i Sverige.
- Stockholm: -2° på morgonen, -10° mitt på dagen och -14° på kvällen.
- Landsort: -2,5° och regn på morgonen, -2° mitt på dagen och -10°på kvällen.
- Utklippan: +1,5° på morgonen och -6,5° mitt på dagen.
- Ystad: +2° på morgonen och -3° mitt på dagen.

## Ovädrets konsekevenser
Överraskningen blev störst i Östersjölandskapen, där många ovetande gick ut i det milda vädret på morgonen, dåligt klädda. På Sveriges västkust och i norra Sverige var man mer förberedd, då temperaturerna var kallare redan innan stormen. Många var också chanslösa då de befann sig långt från bebyggelse.